# Arapahoe County
Arapahoe County is een county in de Amerikaanse staat Colorado.
De county heeft een landoppervlakte van 2.080 km² en telt 487.967 inwoners (volkstelling 2000). De hoofdplaats is Littleton.

## Bevolkingsontwikkeling

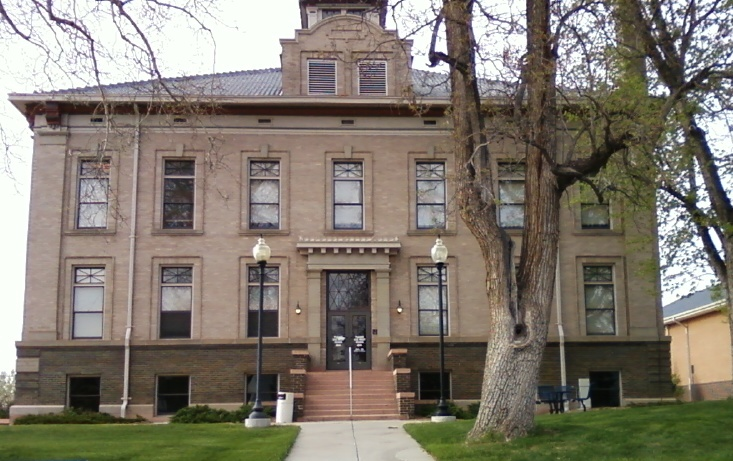
Arapahoe County Courthouse